# Райан, Пэтти
Пэтти Райан (нем. Patty Ryan; 6 мая 1961 — 23 июля 2023) — диско-певица из Германии. Настоящее имя — Бриджет (Bridget Ryan). Певица стала широко известна в 1980-x годах, выпустив хит «You’re My Love, You’re My Life». За ним последовали композиции «Stay with Me Tonight», «I Don’t Wanna Lose You Tonight» и альбом «Love is the Name of the Game», который закрепил достигнутый певицей успех в Европе и принёсший певице популярность в таких странах, как Япония и Китай.
Её стиль часто сравнивается с музыкой групп Fancy, Modern Talking, London Boys и Bad Boys Blue, то есть с классическим евродиско.

## История
Музыкальная карьера Patty Ryan стартовала, когда ей исполнилось 19 лет. В то время она увлекалась рок-н-роллом и хиллбилли. В течение 6 лет она занималась не только музыкой, но и бизнесом.
Шанс на успех в музыкальной индустрии появился у Райан в 1986 году, когда она увлеклась евродиско. Ей посчастливилось оказаться в одной компании с Дитером Боленом, который работал с Томасом Андерсом над проектом Modern Talking.
В то время группа Modern Talking быстро завоевывала мировую славу и когда участников пригласили на гастроли в Японию, им пришлось отказаться из-за плотного графика. Японцы решили не отменять концерт и попросили организаторов пригласить кого-то со стилем максимально похожим на стиль известного музыкального коллектива. В страну восходящего солнца отправилась Патти Райан.
Райан в полной мере воспользовалась этим потрясающим шансом на успех. Она идеально исполнила свою роль и завоевала невероятную популярность в Японии. Затем она отправилась в тур по Азии, в ходе которого легко собирала полные концертные залы. Весь мир слушал песни Патти. Вскоре они возглавили хит-парады 18 стран. Её сингл «You're my love, you're my life» занимал первые места в Японии, Китае, США, Франции и Швейцарии.
После того, как Патти выступила в прямом эфире японского телевидения, её неофициально признали «Королевой диско». Райан продолжила путешествовать по миру, завоёвывая сердца европейцев и американцев. Она покорила Лос-Анджелес и Лас-Вегас и выступила в Париже с Кайли Миноуг. Её песня «Stay with me tonight» и альбом «Love is the name of the game» были особенно успешными в Европе и принесли Райан невероятную популярность по всему миру.
Но вскоре Патти ожидало разочарование. Её следующий альбом «Top of the line» не оправдал надежд. Есть версия, что причина крылась в плохом менеджменте. В итоге звезда отдалилась от диско и вернулась к нему только спустя 10 лет в 1998 году, выпустив ремикс «You’re my love, you’re my life '98».
К 2003 году Патти снова обрела популярность в Германии, а в 2004-м приняла участие в концерте в России. Она так впечатлялась приёмом, оказанным ей в Москве, что написала сингл «One Summer Night in Moscow».
В 2005 году известная певица удостоилась награды «Лучший камбек» в ходе церемонии Golden Artists Gala Awards. В июне 2005 года Райан записала 2 песни с группой Systems in blue. Оба дуэта вошли в её новый сингл под названием «I gave you all my love».
В начале 2006 года менеджеры Райан приняли решение записывать песни на английском языке с целью удовлетворить просьбы фанатов по всему миру. Так появилась новая версии песни «I gave you all my love».
Также в 2006 году Райан стала одной из четырёх исполнителей, которые не побоялись дать концерт в Израиле, учитывая неспокойную обстановку в стране. Перед началом концерта Райан сообщила зрителям, что своим приездом в Израиль она надеется поспособствовать устранению конфликта. Она спела свой хит «You’re my love, you’re my life» и известную песню «Stay with me tonight».

## Болезнь и смерть
Пэтти Райан скончалась 23 июля 2023 года. Эту новость сообщила её дочь Мели Вднер[прояснить], которая написала на официальном фейсбуке своей матери, что она скончалась после серьёзной продолжительной болезни.
«Дорогие друзья! Я бы хотела поблагодарить всех друзей и поклонников моей мамы Большое спасибо за сообщения с состраданием и ваши соболезнования. Моя мама серьезно болела долгое время. И к сожалению, сегодня она ушла в другой мир. Мы как семья сохраним ее в наших сердцах. Она остается любимой и чудесной певицей. Она оставляет нам всем ее музыку. Пожалуйста, слушайте ее музыку. Я и вся моя семья выражает вам большую признательность.»